# Arabischer Wolf

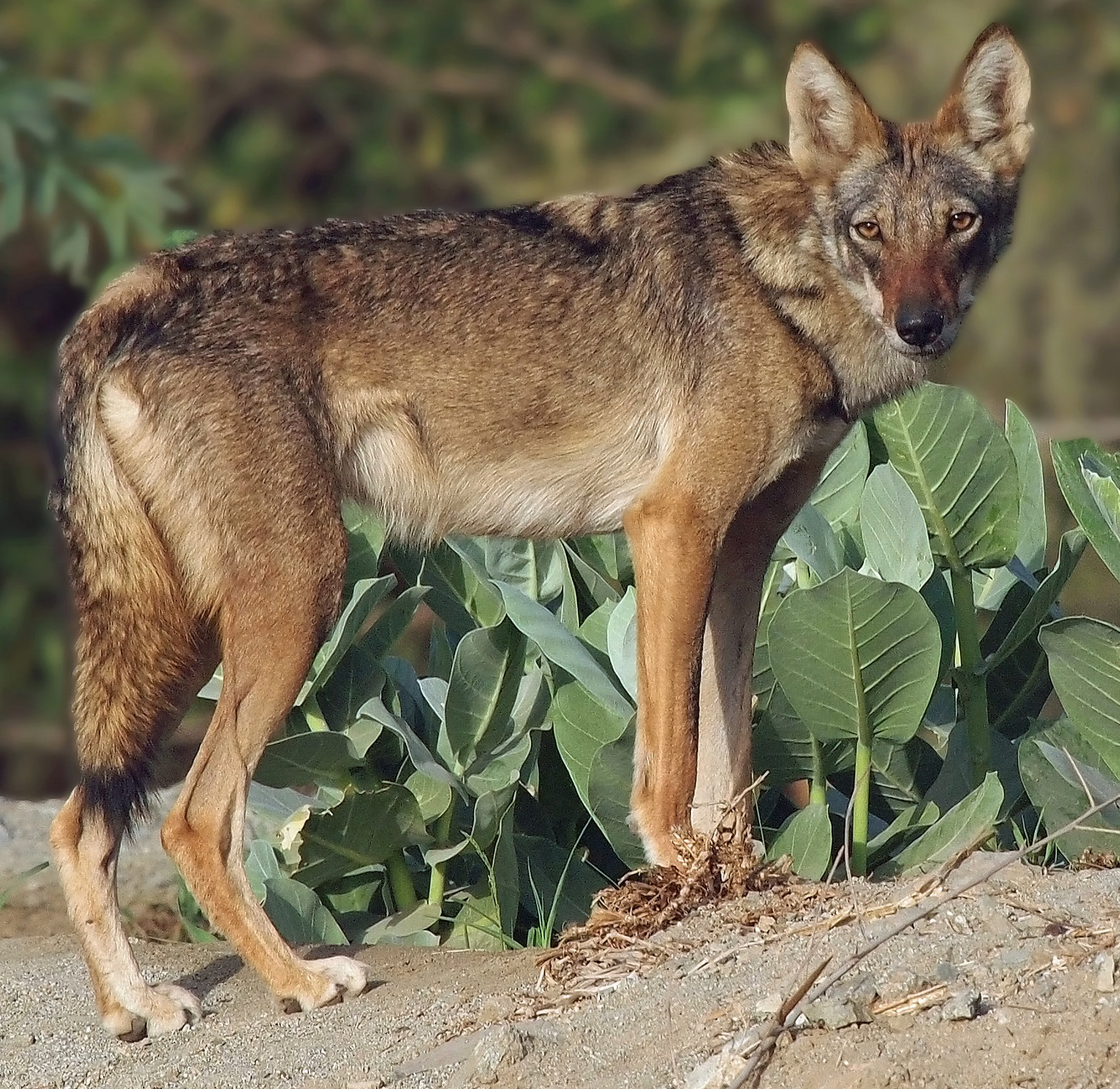
Arabischer Wolf in Jordanien

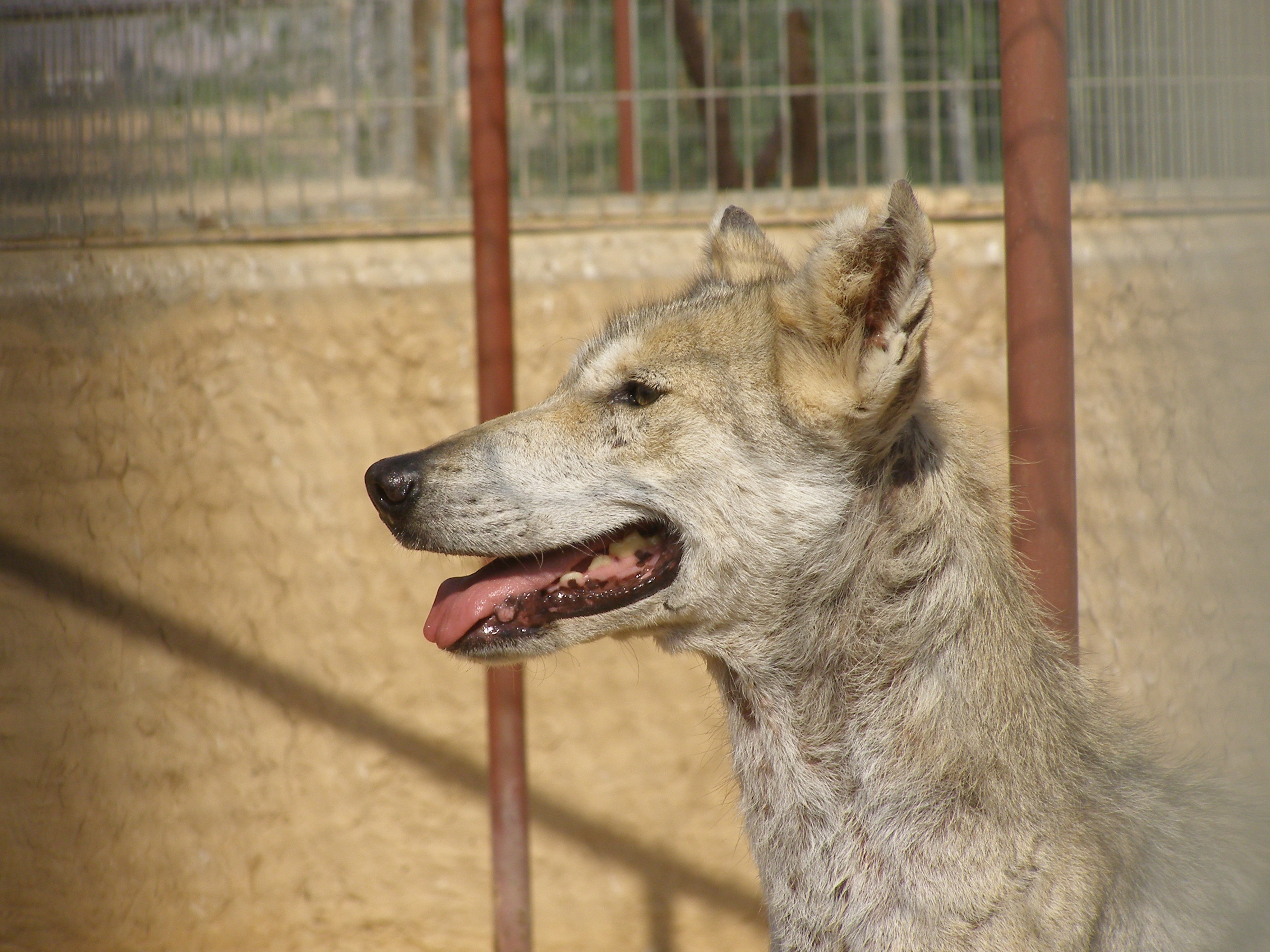
Arabischer Wolf, Weibchen

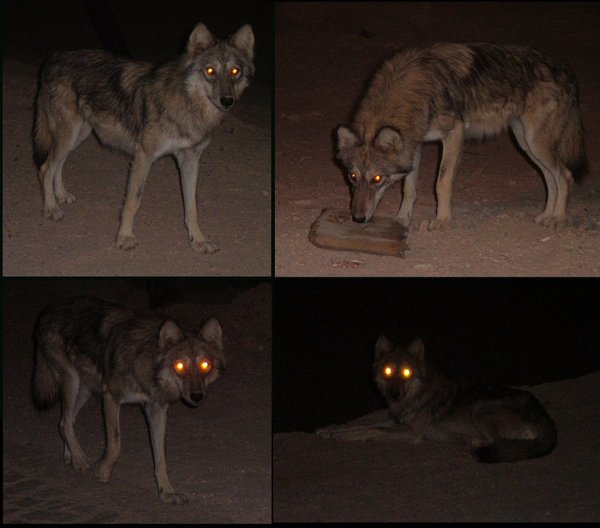
Wolf im Süden Israels im Gebiet der Arava-Halbwüste

Der Arabische Wolf ist eine Form des Wolfes, die auf der Arabischen Halbinsel verbreitet ist. Sie wurde zeitweise als eigene Unterart Canis lupus arabs behandelt, die Populationen werden aktuell jedoch dem Eurasischen Wolf (C. l. lupus) zugeordnet.

## Merkmale
Der Arabische Wolf ist mit nur 18–20 Kilogramm die leichteste Form des Wolfes und auch die kleinste. Er besitzt ein kurzes, dünnes, meist braunes Fell und große Ohren.

## Vorkommen und Lebensweise
Der Arabische Wolf ist in den Wüstengebieten der Arabischen Halbinsel (Saudi-Arabien, Jemen und Oman) sowie in den nordwestlich angrenzenden Wüstengebieten Syriens, Jordaniens und Israels heimisch. Die Anzahl Arabischer Wölfe wird in Israel auf 100 bis 150 geschätzt.
Er gilt als stark bedroht. Aus den meisten Gebieten seines ehemaligen Verbreitungsgebietes ist er heute aufgrund heftiger Nachstellungen verschwunden.
Was die Ernährung betrifft, ist der Arabische Wolf nicht wählerisch. Seine Kost setzt sich vor allem aus Abfällen, Aas und Feldfrüchten zusammen, gelegentlich reißt er auch Gazellen, Hasen, Steinböcke oder Haustiere.
Eine Analyse der Zusammensetzung von 777 Kotproben in der südlichen Negev-Wüste ergab, dass 51,4 % der Proben pflanzliche Nahrung enthielten, 37,2 % menschliche Abfälle und 62,5 % Haare von Rinderkadavern (Shalmon 1986). Nur 6,3 % enthielten heimische Säugetiere wie Gazellen und Hasen. Zudem gehörten kleine Nagetiere zum Beutespektrum.